# Calciatori della nazionale colombiana
In questa lista sono raccolti i calciatori che hanno rappresentato in almeno una partita la Nazionale di calcio della Colombia. In grassetto sono indicati i calciatori ancora in attività.
| Nome                    | Presenze | Reti | Esordio | Ultima partita |
| ----------------------- | -------- | ---- | ------- | -------------- |
| Juan Carlos Abello      | ?        | ?    | ?       | ?              |
| Germán Aceros           | 8        | 3    | 1961    | 1963           |
| Rafael Agudelo          | 2        | 0    | 1979    | 1981           |
| Abel Aguilar            | 71       | 7    | 2004    | 2019           |
| David Aguirre           | ?        | ?    | ?       | ?              |
| Herly Alcázar           | 1        | 0    | 2003    | 2003           |
| Alonso Alcibar          | ?        | ?    | ?       | ?              |
| Leonel Álvarez          | 101      | 1    | 1985    | 1995           |
| Pedro Álvarez           | ?        | ?    | ?       | ?              |
| Aníbal Alzate           | 5        | 0    | 1961    | 1963           |
| Diego Alzate            | ?        | ?    | ?       | ?              |
| Steven Alzate           | 7        | 0    | 2019    |                |
| José Amaya              | 13       | 0    | 2007    | 2008           |
| Jorge Ambuila           | ?        | ?    | ?       | ?              |
| Jairo Ampudia           | ?        | ?    | ?       | ?              |
| Yulián Anchico          | 30       | 1    | 2005    | 2011           |
| Juan Pablo Ángel        | 33       | 9    | 1996    | 2006           |
| Sergio Angulo           | 9        | 0    | 1987    | 1991           |
| Jaime Arango            | ?        | ?    | ?       | ?              |
| Paulo Cesar Arango      | ?        | ?    | ?       | ?              |
| Javier Araújo           | ?        | ?    | ?       | ?              |
| Níver Arboleda          | 5        | 0    | 1991    | 1995           |
| Felipe Arce             | ?        | ?    | ?       | ?              |
| César Arias             | ?        | ?    | ?       | ?              |
| Diego Arias             | ?        | ?    | ?       | ?              |
| Luis Carlos Arias       | ?        | ?    | ?       | ?              |
| Víctor Aristizábal      | 66       | 15   | 1993    | 2003           |
| Javier Arizala          | 17       | 0    | 2003    | 2007           |
| Pablo Armero            | 68       | 2    | 2008    | 2017           |
| Eudalio Arriaga         | 14       | 1    | 2001    | 2004           |
| Martín Arzuaga          | 10       | 1    | 2003    | 2005           |
| Carlos Asprilla         | 10       | 0    | 1997    | 2000           |
| Faustino Asprilla       | 57       | 20   | 1993    | 2001           |
| Luis Asprilla           | ?        | ?    | ?       | ?              |
| Miguel Asprilla         | ?        | ?    | ?       | ?              |
| Yaser Asprilla          | 6        | 2    | 2022    |                |
| Carlos Bacca            | 52       | 16   | 2010    |                |
| Orlando Ballesteros     | ?        | ?    | ?       | ?              |
| Jorge Banguero          | ?        | ?    | ?       | ?              |
| Elson Becerra           | ?        | ?    | ?       | ?              |
| Gerardo Bedoya          | ?        | ?    | ?       | ?              |
| Jair Benítez            | ?        | ?    | ?       | ?              |
| Jorge Bermúdez          | ?        | ?    | ?       | ?              |
| Arley Betancourt        | ?        | ?    | ?       | ?              |
| Jorge Bolaño            | ?        | ?    | ?       | ?              |
| Gustavo Bolívar         | ?        | ?    | ?       | ?              |
| Víctor Bonilla          | ?        | ?    | ?       | ?              |
| Hector Botero           | ?        | ?    | ?       | ?              |
| Oscar Briceño           | ?        | ?    | ?       | ?              |
| Rubén Darío Bustos      | ?        | ?    | ?       | ?              |
| Wilmer Cabrera          | ?        | ?    | ?       | ?              |
| Miguel Ángel Calero     | 57       | 0    | 1992    | 2007           |
| Elkin Calle             | ?        | ?    | ?       | ?              |
| Fabio Calle             | ?        | ?    | ?       | ?              |
| Máyer Candelo           | ?        | ?    | ?       | ?              |
| Wilson Cano             | ?        | ?    | ?       | ?              |
| Carlos Carbonero        | ?        | ?    | ?       | ?              |
| James Cardona           | ?        | ?    | ?       | ?              |
| Wilson Carpintero       | ?        | ?    | ?       | ?              |
| Andrés Casañas          | ?        | ?    | ?       | ?              |
| Mauricio Casierra       | ?        | ?    | ?       | ?              |
| Geovanis Cassiani       | ?        | ?    | ?       | ?              |
| Bréiner Castillo        | ?        | ?    | ?       | ?              |
| Jairo Castillo          | ?        | ?    | ?       | ?              |
| Rafael Castillo         | ?        | ?    | ?       | ?              |
| Jaime Castrillón        | ?        | ?    | ?       | ?              |
| Carlos Alberto Castro   | ?        | ?    | ?       | ?              |
| Diego Chará             | ?        | ?    | ?       | ?              |
| Felipe Chará            | ?        | ?    | ?       | ?              |
| Andrés Chitiva          | ?        | ?    | ?       | ?              |
| Mario Alberto Coll      | ?        | ?    | ?       | ?              |
| Alex Comas              | ?        | ?    | ?       | ?              |
| Wilman Conde            | ?        | ?    | ?       | ?              |
| Edwin Congo             | ?        | ?    | ?       | ?              |
| Danilson Córdoba        | ?        | ?    | ?       | ?              |
| Iván Córdoba            | ?        | ?    | ?       | ?              |
| Jhersson Córdoba        | ?        | ?    | ?       | ?              |
| Óscar Córdoba           | ?        | ?    | ?       | ?              |
| Nilson Cortes           | ?        | ?    | ?       | ?              |
| Oscar Cortés            | 3        | 0    | 1993    | 1994           |
| Oscar Cortés            | 1        | 0    | 2023    |                |
| Roberto Carlos Cortés   | ?        | ?    | ?       | ?              |
| Jorge Cruz              | ?        | ?    | ?       | ?              |
| Juan Cuadrado           | ?        | ?    | ?       | ?              |
| John Jairo Culma        | ?        | ?    | ?       | ?              |
| Anthony de Ávila        | ?        | ?    | ?       | ?              |
| José de la Cuesta       | ?        | ?    | ?       | ?              |
| Gustavo del Toro        | ?        | ?    | ?       | ?              |
| Armando Díaz            | ?        | ?    | ?       | ?              |
| Óscar Díaz              | ?        | ?    | ?       | ?              |
| Arley Dinas             | ?        | ?    | ?       | ?              |
| Álvaro José Domínguez   | 7        | 1    | 2003    | 2007           |
| Alex Escobar            | ?        | ?    | ?       | ?              |
| Andrés Escobar          | ?        | ?    | ?       | ?              |
| Juan Carlos Escobar     | ?        | ?    | ?       | ?              |
| Walter Escobar          | ?        | ?    | ?       | ?              |
| Andres Estrada          | ?        | ?    | ?       | ?              |
| Carlos Enrique Estrada  | ?        | ?    | ?       | ?              |
| Jonathan Estrada        | ?        | ?    | ?       | ?              |
| Luis Fajardo            | ?        | ?    | ?       | ?              |
| César Fawcett           | ?        | ?    | ?       | ?              |
| Alex Fernández          | ?        | ?    | ?       | ?              |
| David Ferreira          | ?        | ?    | ?       | ?              |
| Manuel Galarcio         | ?        | ?    | ?       | ?              |
| Hugo Galeano            | ?        | ?    | ?       | ?              |
| Juan Jairo Galeano      | ?        | ?    | ?       | ?              |
| Hugo Gallo              | ?        | ?    | ?       | ?              |
| John Edwin Garcia       | ?        | ?    | ?       | ?              |
| Luis Alberto Garcia     | ?        | ?    | ?       | ?              |
| Alexis García           | ?        | ?    | ?       | ?              |
| Brayner García          | ?        | ?    | ?       | ?              |
| Radamel Falcao García   | ?        | ?    | ?       | ?              |
| Hermán Gaviria          | ?        | ?    | ?       | ?              |
| Gabriel Gómez           | ?        | ?    | ?       | ?              |
| Gildardo Gómez          | ?        | ?    | ?       | ?              |
| Juan José Gómez         | ?        | ?    | ?       | ?              |
| Diego Gomez Hurtado     | ?        | ?    | ?       | ?              |
| Andrés Felipe González  | ?        | ?    | ?       | ?              |
| David González          | ?        | ?    | ?       | ?              |
| Elvis González          | ?        | ?    | ?       | ?              |
| Jersson González        | ?        | ?    | ?       | ?              |
| Jhonnier González       | ?        | ?    | ?       | ?              |
| Freddy Grisales         | ?        | ?    | ?       | ?              |
| Fredy Guarín            | ?        | ?    | ?       | ?              |
| Miguel Angel Guerrero   | ?        | ?    | ?       | ?              |
| Carlos Gutiérrez        | ?        | ?    | ?       | ?              |
| Teófilo Gutiérrez       | ?        | ?    | ?       | ?              |
| Juan Carlos Henao       | ?        | ?    | ?       | ?              |
| Alexis Henriquez        | ?        | ?    | ?       | ?              |
| Giovanni Hernández      | ?        | ?    | ?       | ?              |
| Rubén Darío Hernández   | ?        | ?    | ?       | ?              |
| Luis Chonto Herrera     | ?        | ?    | ?       | ?              |
| Sergio Herrera          | ?        | ?    | ?       | ?              |
| René Higuita            | ?        | ?    | ?       | ?              |
| Carlos Hoyos            | ?        | ?    | ?       | ?              |
| Héctor Hurtado          | ?        | ?    | ?       | ?              |
| Nelson Freddy Hurtado   | ?        | ?    | ?       | ?              |
| Víctor Ibarbo           | ?        | ?    | ?       | ?              |
| Arnoldo Iguarán         | ?        | ?    | ?       | ?              |
| John Jaramillo          | ?        | ?    | ?       | ?              |
| Agustín Julio           | ?        | ?    | ?       | ?              |
| Héctor Landazuri        | ?        | ?    | ?       | ?              |
| Juan Fernando Leal      | ?        | ?    | ?       | ?              |
| Alexander Lemus         | ?        | ?    | ?       | ?              |
| Freddy Leon             | ?        | ?    | ?       | ?              |
| Ivan Lopez              | ?        | ?    | ?       | ?              |
| Osman Lopez             | ?        | ?    | ?       | ?              |
| Jorge López             | ?        | ?    | ?       | ?              |
| John Lozano             | 48       | 3    | 1993    | 2003           |
| Oswaldo Mackenzie       | ?        | ?    | ?       | ?              |
| Edison Mafla            | ?        | ?    | ?       | ?              |
| Vladimir Marín          | ?        | ?    | ?       | ?              |
| Cristian Marrugo        | ?        | ?    | ?       | ?              |
| Gabriel Martínez        | ?        | ?    | ?       | ?              |
| Gonzalo Martínez        | ?        | ?    | ?       | ?              |
| Jackson Martínez        | ?        | ?    | ?       | ?              |
| Javier Martínez         | ?        | ?    | ?       | ?              |
| Luis Neco Martínez      | 8        | -5;1 | 2003    | 2011           |
| Victor Marulanda        | ?        | ?    | ?       | ?              |
| Orlando Maturana        | ?        | ?    | ?       | ?              |
| Foad Maziri             | ?        | ?    | ?       | ?              |
| Alexander Mejía         | ?        | ?    | ?       | ?              |
| Alexis Mendoza          | ?        | ?    | ?       | ?              |
| Humberto Mendoza        | ?        | ?    | ?       | ?              |
| José Mera               | ?        | ?    | ?       | ?              |
| Leonardo Mina Polo      | ?        | ?    | ?       | ?              |
| Mauricio Molina         | ?        | ?    | ?       | ?              |
| Nolberto Molina         | ?        | ?    | ?       | ?              |
| Faryd Mondragón         | ?        | ?    | ?       | ?              |
| Johnnier Montaño        | ?        | ?    | ?       | ?              |
| Víctor Hugo Montaño     | ?        | ?    | ?       | ?              |
| Fredy Montero           | ?        | ?    | ?       | ?              |
| David Montoya           | ?        | ?    | ?       | ?              |
| Neider Morantes         | ?        | ?    | ?       | ?              |
| Dayro Moreno            | ?        | ?    | ?       | ?              |
| Giovanni Moreno         | ?        | ?    | ?       | ?              |
| José Moreno             | ?        | ?    | ?       | ?              |
| Leonardo Moreno         | ?        | ?    | ?       | ?              |
| Luis Antonio Moreno     | ?        | ?    | ?       | ?              |
| Tressor Moreno          | ?        | ?    | ?       | ?              |
| Walter Moreno           | ?        | ?    | ?       | ?              |
| Andrés Mosquera         | ?        | ?    | ?       | ?              |
| Aquivaldo Mosquera      | ?        | ?    | ?       | ?              |
| Bonner Mosquera         | ?        | ?    | ?       | ?              |
| Francisco Mosquera      | ?        | ?    | ?       | ?              |
| Josimar Mosquera        | ?        | ?    | ?       | ?              |
| Luis Mosquera           | ?        | ?    | ?       | ?              |
| Stalin Motta            | ?        | ?    | ?       | ?              |
| León Muñoz              | ?        | ?    | ?       | ?              |
| Luis Muriel             | ?        | ?    | ?       | ?              |
| Elkin Murillo           | ?        | ?    | ?       | ?              |
| Francisco Nájera        | ?        | ?    | ?       | ?              |
| José Nájera             | ?        | ?    | ?       | ?              |
| Pablo Navarro           | ?        | ?    | ?       | ?              |
| Carlos Navarro Montoya  | ?        | ?    | ?       | ?              |
| Eduardo Niño            | ?        | ?    | ?       | ?              |
| Luis Núñez              | ?        | ?    | ?       | ?              |
| Andrés Orozco           | ?        | ?    | ?       | ?              |
| Alex Orrego             | ?        | ?    | ?       | ?              |
| Wilmer Ortegon          | ?        | ?    | ?       | ?              |
| Carlos Ortiz            | ?        | ?    | ?       | ?              |
| Néstor Ortiz            | ?        | ?    | ?       | ?              |
| Willington Ortiz        | ?        | ?    | ?       | ?              |
| Diego Osorio            | ?        | ?    | ?       | ?              |
| David Ospina            | ?        | ?    | ?       | ?              |
| Sergio Otálvaro         | ?        | ?    | ?       | ?              |
| Franky Oviedo           | ?        | ?    | ?       | ?              |
| Dorlan Pabón            | ?        | ?    | ?       | ?              |
| Víctor Pacheco          | ?        | ?    | ?       | ?              |
| Pablo Cesar Pachon      | ?        | ?    | ?       | ?              |
| Hayder Palacio          | ?        | ?    | ?       | ?              |
| Ever Palacios           | ?        | ?    | ?       | ?              |
| Jairo Palomino          | ?        | ?    | ?       | ?              |
| Óscar Pareja            | ?        | ?    | ?       | ?              |
| Oscar Passo             | ?        | ?    | ?       | ?              |
| Hernando Patiño         | ?        | ?    | ?       | ?              |
| Jairo Patiño            | ?        | ?    | ?       | ?              |
| José Maria Pazo         | ?        | ?    | ?       | ?              |
| Edixon Perea            | ?        | ?    | ?       | ?              |
| Luis Amaranto Perea     | ?        | ?    | ?       | ?              |
| Luis Carlos Perea       | ?        | ?    | ?       | ?              |
| Andrés Pérez            | ?        | ?    | ?       | ?              |
| John Wilmar Pérez       | ?        | ?    | ?       | ?              |
| José Ricardo Pérez      | ?        | ?    | ?       | ?              |
| Ricardo Pérez           | ?        | ?    | ?       | ?              |
| Wilson Pérez            | ?        | ?    | ?       | ?              |
| Jorge Perlaza           | ?        | ?    | ?       | ?              |
| Eduardo Pimentel        | ?        | ?    | ?       | ?              |
| Juan Pablo Pino         | ?        | ?    | ?       | ?              |
| Roberto Polo            | ?        | ?    | ?       | ?              |
| Jorge Porras            | ?        | ?    | ?       | ?              |
| Pedro Portocarrero      | ?        | ?    | ?       | ?              |
| Alexander Posada        | ?        | ?    | ?       | ?              |
| Leider Preciado         | ?        | ?    | ?       | ?              |
| Luis Manuel Quinonez    | ?        | ?    | ?       | ?              |
| Rubiel Quintana         | ?        | ?    | ?       | ?              |
| Carlos Quintero         | ?        | ?    | ?       | ?              |
| Aldo Ramírez            | ?        | ?    | ?       | ?              |
| John Mario Ramírez      | ?        | ?    | ?       | ?              |
| Juan Carlos Ramírez     | ?        | ?    | ?       | ?              |
| Adrián Ramos            | ?        | ?    | ?       | ?              |
| Edgar Ramos             | ?        | ?    | ?       | ?              |
| Bernardo Redín          | ?        | ?    | ?       | ?              |
| Carlos Rentería         | ?        | ?    | ?       | ?              |
| Wason Rentería          | ?        | ?    | ?       | ?              |
| Gustavo Restrepo        | ?        | ?    | ?       | ?              |
| John Javier Restrepo    | ?        | ?    | ?       | ?              |
| Oscar Restrepo          | ?        | ?    | ?       | ?              |
| Luis Gabriel Rey        | ?        | ?    | ?       | ?              |
| Hamilton Ricard         | ?        | ?    | ?       | ?              |
| Freddy Rincón           | ?        | ?    | ?       | ?              |
| Avimelet Rivas          | ?        | ?    | ?       | ?              |
| Flaminio Rivas          | ?        | ?    | ?       | ?              |
| Rafael Robayo           | ?        | ?    | ?       | ?              |
| Hugo Rodallega          | ?        | ?    | ?       | ?              |
| Carlos Rodas            | ?        | ?    | ?       | ?              |
| James Rodríguez         | ?        | ?    | ?       | ?              |
| Milton Rodríguez        | ?        | ?    | ?       | ?              |
| Leonardo Rojano         | ?        | ?    | ?       | ?              |
| Miguel Rojas            | ?        | ?    | ?       | ?              |
| Dúmar Rueda             | ?        | ?    | ?       | ?              |
| Jaime Ruiz              | ?        | ?    | ?       | ?              |
| Néstor Salazar          | ?        | ?    | ?       | ?              |
| Jorge Salcedo           | ?        | ?    | ?       | ?              |
| Carlos Sánchez          | ?        | ?    | ?       | ?              |
| Jose Fernando Santa     | ?        | ?    | ?       | ?              |
| Oswaldo Santoya         | ?        | ?    | ?       | ?              |
| Hernán Andrés Sarmiento | ?        | ?    | ?       | ?              |
| Jorge Serna             | ?        | ?    | ?       | ?              |
| Mauricio Serna          | ?        | ?    | ?       | ?              |
| Humberto Sierra         | ?        | ?    | ?       | ?              |
| Jésus Sinisterra        | 3        | 0    | 1996    | 2003           |
| Elkin Soto              | ?        | ?    | ?       | ?              |
| Jaime Suarez            | ?        | ?    | ?       | ?              |
| Julian Tellez           | ?        | ?    | ?       | ?              |
| Juan Carlos Toja        | ?        | ?    | ?       | ?              |
| Macnelly Torres         | ?        | ?    | ?       | ?              |
| John Jairo Tréllez      | ?        | ?    | ?       | ?              |
| Fernando Uribe          | ?        | ?    | ?       | ?              |
| Albeiro Usuriaga        | ?        | ?    | ?       | ?              |
| Alex Valderrama         | 22       | 5    | 1979    | 1988           |
| Carlos Valderrama       | ?        | ?    | ?       | ?              |
| Carlos Valdés           | ?        | ?    | ?       | ?              |
| Adolfo Valencia         | ?        | ?    | ?       | ?              |
| Ancisar Valencia        | ?        | ?    | ?       | ?              |
| Carmelo Valencia        | ?        | ?    | ?       | ?              |
| Edwin Valencia          | ?        | ?    | ?       | ?              |
| Jhon Valencia           | ?        | ?    | ?       | ?              |
| Juan David Valencia     | ?        | ?    | ?       | ?              |
| Manuel Valencia         | ?        | ?    | ?       | ?              |
| Iván Valenciano         | ?        | ?    | ?       | ?              |
| Arnulfo Valentierra     | ?        | ?    | ?       | ?              |
| Gerardo Vallejo         | ?        | ?    | ?       | ?              |
| César Valoyes           | ?        | ?    | ?       | ?              |
| Samuel Vanegas          | ?        | ?    | ?       | ?              |
| Fabián Vargas           | ?        | ?    | ?       | ?              |
| Augusto Vargas Cortes   | ?        | ?    | ?       | ?              |
| Julián Vásquez          | ?        | ?    | ?       | ?              |
| Rafael Vasquez          | ?        | ?    | ?       | ?              |
| Rubén Velázquez         | ?        | ?    | ?       | ?              |
| Julián Estiven Vélez    | ?        | ?    | ?       | ?              |
| Iván Vélez              | ?        | ?    | ?       | ?              |
| Jhon Viáfara            | ?        | ?    | ?       | ?              |
| Julián Viáfara          | ?        | ?    | ?       | ?              |
| Gustavo Victoria        | ?        | ?    | ?       | ?              |
| Juan Guillermo Villa    | ?        | ?    | ?       | ?              |
| León Villa              | ?        | ?    | ?       | ?              |
| Roberth Villamizar      | ?        | ?    | ?       | ?              |
| Eddy Villarraga         | ?        | ?    | ?       | ?              |
| Killian Virviescas      | ?        | ?    | ?       | ?              |
| Alexander Viveros       | ?        | ?    | ?       | ?              |
| Luis Yanes              | ?        | ?    | ?       | ?              |
| Mario Yepes             | ?        | ?    | ?       | ?              |
| Henry Zambrano          | ?        | ?    | ?       | ?              |
| Cristián Zapata         | ?        | ?    | ?       | ?              |
| Edgar Zapata            | ?        | ?    | ?       | ?              |
| Martín Zapata           | ?        | ?    | ?       | ?              |
| Róbinson Zapata         | ?        | ?    | ?       | ?              |
| William Zapata          | ?        | ?    | ?       | ?              |
| Pedro Antonio Zape      | ?        | ?    | ?       | ?              |
| Luis Zuleta             | ?        | ?    | ?       | ?              |
| Juan Camilo Zúñiga      | ?        | ?    | ?       | ?              |